# Elina Sofokleous
Elina Sofokleous (11 januari 1978) is een mountainbikester uit Cyprus.
Op de Olympische Zomerspelen van Athene in 2004 reed Sofokleous op het onderdeel cross-country van de mountainbike. Ze finishte als 24e.